# Énergie éolienne en Allemagne

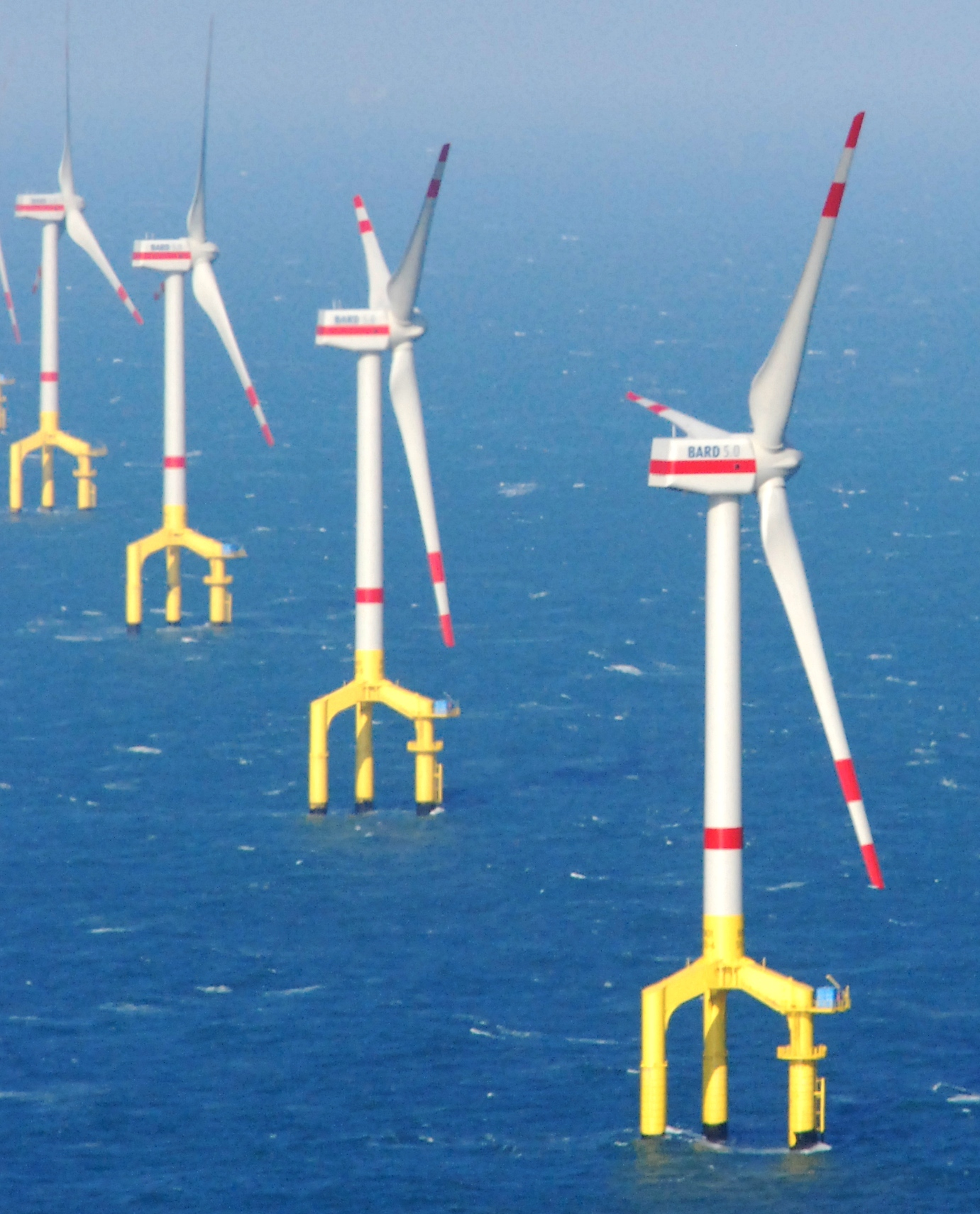
Éoliennes du parc Bard-1 en 2011.

Le secteur de l'énergie éolienne en Allemagne prend une grande importance dans les années 2020 : en 2024, la part de l'éolien dans la production d'électricité du pays atteint 28,5 % ; l'Allemagne se place au 1er rang européen en 2024 pour la production d'électricité éolienne avec 28,5 % du total de l'Union européenne, et pour la puissance installée : 31,4 % ; au niveau mondial, l'Allemagne se place au 3e rang avec 6,1 % de la production mondiale en 2023 et 6,4 % de la puissance totale en 2024, derrière la Chine et les États-Unis, et au 3e rang pour les éoliennes en mer (10,9 % de la puissance mondiale) derrière la Chine et le Royaume-Uni.
En 2024, les nouvelles installations d'éoliennes en Allemagne représentent 3,4 % du marché mondial.
La part des éoliennes en mer dans la production éolienne du pays atteint 18,8 % en 2024 et 41 % dans la production en mer de l'Union européenne.
La puissance installée par habitant classe l'Allemagne en 2024 au 5e rang de l'Union européenne (69 % au-dessus de la moyenne de l'UE) derrière la Suède, la Finlande, le Danemark et l'Irlande.
L'Allemagne comptait trois fabricants d'éoliennes parmi les onze premiers au classement mondial 2015 : Siemens, Enercon et Nordex.

## Production éolienne
Pour des raisons techniques, il est temporairement impossible d'afficher le graphique qui aurait dû être présenté ici.

Production d'électricité éolienne des cinq pays leaders
Source : Agence internationale de l'énergie

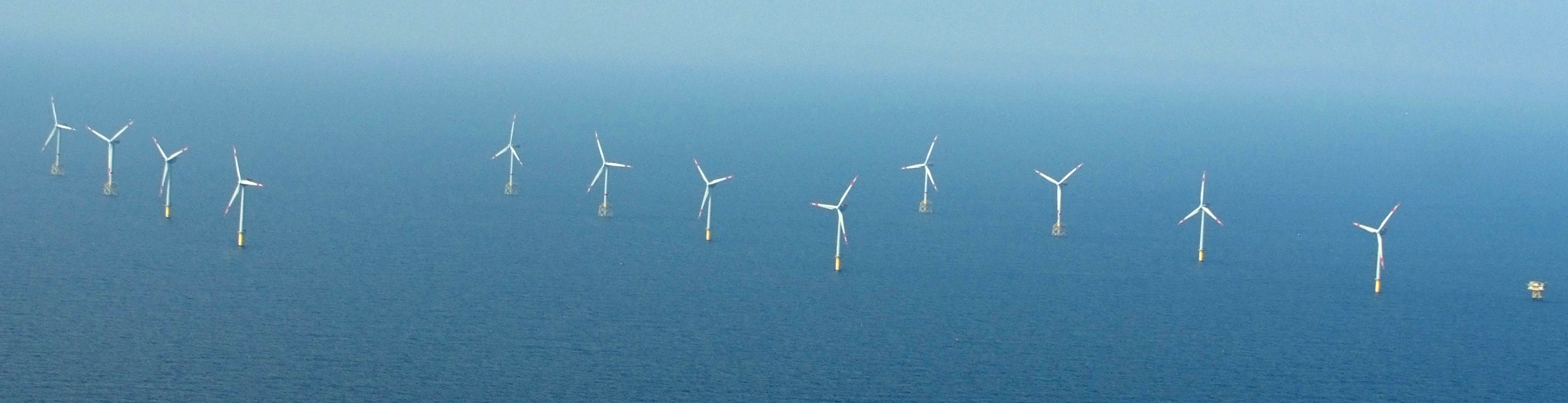
Parc éolien offshore « Alpha ventus » en mer du Nord.

Selon EurObserv'ER, la production d'électricité éolienne s'est élevée à 138,86 TWh en 2024, en recul de 2 %, dont 112,8 TWh par les éoliennes terrestres et 26,1 TWh par les éoliennes en mer. Elle classe l'Allemagne au 1er rang dans l'Union européenne (UE) avec 28,5 % de la production éolienne de l'UE, devant l'Espagne (12,8 %) et la France (9,2 %).
D'après les estimations provisoires publiées en décembre 2024 par le groupe de travail sur les bilans énergétiques (AGEB) de l'industrie énergétique allemande, la production brute d'électricité éolienne en 2024 s'élève à 140,9 TWh, dont 114,2 TWh par les éoliennes terrestres (-2,1 %) et 26,7 TWh par les éoliennes en mer (+11,8 %). Elle représente 28,5 % de la production d'électricité du pays (23,1 % à terre et 5,4 % en mer).
Selon l'Agence internationale de l'énergie, l'Allemagne a produit 140,5 TWh en 2023, soit 27 % de la production d'électricité du pays (21,5 % en 2022) ; elle se classe en 2023 au 3e rang avec 6,0 % de la production éolienne mondiale, derrière la Chine (38,1 %) et les États-Unis (18,5 %).
L'Energy Institute estime la production éolienne allemande à 142,1 TWh en 2023, soit 27,7 % de la production totale d'électricité du pays (513,7 TWh) et 6,1 % de la production éolienne mondiale, au 3e rang mondial derrière la Chine (38,1 %) et les États-Unis (18,5 %).
| Année                                                                                       | Éolien terrestre | Éolien en mer | Total éolien | Variations annuelles | Part prod.élec.* |
| 1995                                                                                        | 1,5              |               | 1,5          |                      | 0,3 %            |
| 2000                                                                                        | 9,5              |               | 9,5          |                      | 1,6 %            |
| 2005                                                                                        | 27,8             |               | 27,8         |                      | 4,5 %            |
| 2010                                                                                        | 38,4             | 0,2           | 38,6         |                      | 6,1 %            |
| 2015                                                                                        | 72,3             | 8,3           | 80,6         | +38 %                | 12,5 %           |
| 2016                                                                                        | 67,7             | 12,3          | 80,0         | -0,7 %               | 12,3 %           |
| 2017                                                                                        | 88,0             | 17,7          | 105,7        | +32 %                | 16,2 %           |
| 2018                                                                                        | 90,5             | 19,5          | 110,0        | +4 %                 | 17,1 %           |
| 2019                                                                                        | 101,2            | 24,7          | 125,9        | +14 %                | 20,7 %           |
| 2020                                                                                        | 104,8            | 27,3          | 132,1        | +5 %                 | 23,0 %           |
| 2021                                                                                        | 90,3             | 24,4          | 114,7        | -13 %                | 19,5 %           |
| 2022                                                                                        | 99,7             | 25,1          | 124,8        | +9 %                 | 21,6 %           |
| 2023                                                                                        | 116,7            | 23,9          | 140,6        | +13 %                | 27,6 %           |
| 2024                                                                                        | 112,8            | 26,1          | 138,9        | -2 %                 | 28,5 %           |
| * Part prod.élec. : part de l'éolien dans la production totale d'électricité source : AGEB. |                  |               |              |                      |                  |

On remarque que, malgré la progression constante de la puissance installée, la production fluctue assez fortement d'une année à l'autre en fonction des conditions de vent. Ainsi, en 2021, la part de l'électricité éolienne dans la production totale d'électricité a reculé de 23 % à 19,5 % (15,4 % à terre et 4,2 % en mer). Cette production a chuté de 13,8 % à terre et 10,6 % en mer du fait de mauvaises conditions de vent.
Selon EurObserv'ER, l'Allemagne est le 1er producteur d’électricité éolienne européen avec 113,85 TWh en 2021 (dont 24,37 TWh en mer), soit 29,6 % de la production totale de l'Union européenne, devant l'Espagne : 62,0 TWh et la France : 36,8 TWh.
La production s'est élevée à 131 TWh en 2020, dont 103,7 TWh par les éoliennes terrestres et 27,3 TWh par les éoliennes en mer ; sa part dans la production totale d'électricité a atteint 22,7 % (18,0 % à terre et 4,7 % en mer).
En 2019, l'éolien est pour la première fois devenu la première source d'électricité en Allemagne, dépassant le lignite, en fort recul de 145,6 TWh en 2018 à 114 TWh en 2019.
La production d'électricité éolienne de l'Allemagne a atteint 112,3 TWh en 2018 (93,9 TWh sur terre et 19,4 TWh en mer - données provisoires), soit 17,5 % de la production brute totale d'électricité du pays, en progression de 6,3 % par rapport à 2017 : 105,6 TWh (87,9 TWh sur terre et 17,7 TWh en mer).
L'éolien couvrait 20,4 % de la consommation électrique allemande en 2017-2018 (juillet-juin) ; ce taux atteignait 40,5 % au Danemark, 28,1 % en Irlande, 24,9 % au Portugal, 18,8 % en Espagne, 14,1 % au Royaume-Uni, 11,2 % en Suède et 5,7 % en France.
La part de l’Allemagne dans la production totale européenne en 2014 était de 22,7 %.
En 2013, l'Allemagne était encore au 2e rang européen : 53,4 TWh (22,8 % du total de l'Union européenne), derrière l'Espagne.

Évolution de la puissance installée (MW - en rouge) et de la production (GWh - en bleu) du parc éolien allemand (échelle logarithmique).

Le graphique ci-contre montre l'évolution de la puissance installée et de la production du parc éolien allemand de 1990 à 2015 : on note la croissance très vive des années 1990, et son ralentissement très net à partir de 2003 (attention : l'échelle logarithmique accentue la perception du ralentissement) ; le développement de l'offshore a redonné un peu de dynamisme à ce développement au cours des dernières années.

## Puissance installée éolienne
Pour des raisons techniques, il est temporairement impossible d'afficher le graphique qui aurait dû être présenté ici.

Puissance installée éolienne en Allemagne
Sources : BDEW, GWEC, EurObserv'ER
L'Allemagne a installé 4 052 MW en 2024, dont 742 MW en mer, et mis hors service 715 MW, portant sa puissance installée éolienne à 72 786 MW fin 2024 (+3 337 MW, soit +4,8 %), dont 9 215 MW en mer. Elle reste au 1er rang européen avec 31,4 % du total de l'Union européenne, devant l'Espagne (31 853 MW, soit 13,7 %) et la France (24 966 MW, 10,8 %).
En 2024, l'Allemagne a publié les résultats d’une nouvelle série d’appels d’offres, pour une puissance totale de 19 GW, dont 11 GW terrestres et 8 GW maritimes. 
La puissance installée par habitant de l'Allemagne s'élève en 2024 à 872,1 W, supérieure de 69 % à la moyenne de l'UE (516,2 W), au 5e rang européen derrière la Suède (1 632,1 W), la Finlande, le Danemark et l'Irlande.
Au niveau mondial, l'Allemagne se situe au 3e rang en 2024 avec 6,4 % du total mondial, loin derrière la Chine (45,8 %) et les États-Unis (13,6 %) et devant l'Inde (4,2 %). Les nouvelles installations d'éoliennes en Allemagne représentent seulement 3,4 % du marché mondial contre 68 % pour la Chine, 3,5 % pour les États-Unis et 2,9 % pour l'Inde.
| Année                                                                    | Puissance | dont en mer |
| 1990                                                                     | 48        | -           |
| 2000                                                                     | 5 898     | -           |
| 2010                                                                     | 28 741    | -           |
| 2011                                                                     | 28 755    | 188         |
| 2012                                                                     | 31 195    | 268         |
| 2013                                                                     | 34 250    | 520         |
| 2014                                                                     | 39 128    | 1 012       |
| 2015                                                                     | 44 941    | 3 295       |
| 2016                                                                     | 50 019    | 4 108       |
| 2017                                                                     | 56 190    | 5 411       |
| 2018                                                                     | 59 560    | 6 380       |
| 2019                                                                     | 61 357    | 7 445       |
| 2020                                                                     | 62 188    | 7 774       |
| 2021                                                                     | 63 745    | 7 787       |
| 2022                                                                     | 66 188    | 8 200       |
| 2023                                                                     | 69 449    | 8 473       |
| 2024                                                                     | 72 786    | 9 215       |
| sources : 1990-2012 : BDEW ; 2013-2018 : GWEC ; 2019-2024 : EurObserv'ER |           |             |

L'Allemagne a installé 3 837 MW en 2023, dont 258 MW en mer, et met hors service 551 MW, portant sa puissance installée éolienne à 69 474 MW fin 2023 (+3 286 MW, soit +5,0 %), dont 8 458 MW en mer. Elle reste au 1er rang européen avec 31,8 % du total de l'Union européenne, devant l'Espagne (30 775 MW, soit 14,1 %) et la France (22 390 MW, 10,2 %).
Les quatre appels d'offres lancés en 2023 pour l'éolien terrestre attribuent 6 377 MW sur les 9 829 MW mis aux enchères avec une valeur maximale admissible fixée à 7,35 c/kWh, contre 5,88 c/kWh en 2022. Pour l’éolien offshore, 8,8 GW sont attribués.
Au niveau mondial, l'Allemagne se situe au 3e rang en 2023 avec 6,8 % du total mondial. Les nouvelles installations d'éoliennes en Allemagne représentent seulement 3,3 % du marché mondial contre 65 % pour la Chine, 5,5 % pour les États-Unis et 4,1 % pour le Brésil.
L'Allemagne installe 2 747 MW en 2022, dont 342 MW en mer, et met hors service 286 MW, portant sa puissance installée éolienne à 66 206 MW fin 2022 (+2 461 MW), dont 8 129 MW en mer. Elle reste au 1er rang européen avec 32,7 % du total de l'Union européenne, devant l'Espagne (29 043 MW) et la France (20 698 MW).
En 2022, l'Allemagne se situe au 3e rang mondial avec 7,3 % du total, loin derrière la Chine et les États-Unis et devant l'Inde. Les nouvelles installations d'éoliennes en Allemagne ont représenté seulement 3,5 % du marché mondial contre 48,5 % pour la Chine, 11,1 % pour les États-Unis et 5,2 % pour le Brésil.
L'Allemagne installe 1 926 MW en 2021, uniquement à terre, et met hors service 248 MW. Sa puissance installée reste au 1er rang européen avec 34 % du total de l'Union européenne.
Au niveau mondial, l'Allemagne se situe au 3e rang avec 7,7 % du total mondial en 2021. Les nouvelles installations d'éoliennes en Allemagne représentent seulement 2 % du marché mondial.
En 2021, la puissance installée de l'énergie éolienne sur terre et en mer n'augmente que de 1 677 MW supplémentaires en 2021, et au premier trimestre 2022, seulement 99 mâts ont été installés à terre, soit 23 % de moins qu'au premier trimestre 2021. L'ambition du gouvernement est de couvrir 2 % du territoire avec des éoliennes, mais il se heurte aux résistances de la population, notamment sur les collines du sud du pays. En Bavière en particulier, des règles régionales imposent que les distances entre habitations et éoliennes soient dix fois supérieures à la hauteur du mât. L'Allemagne espère accélérer le mouvement grâce à un partenariat sur l'éolien en mer annoncé mi-mai 2022 avec le Danemark, la Belgique et les Pays-Bas. Les quatre pays comptent développer une capacité offshore de 65 GW en 2030 et 150 GW en 2050.
En 2020, les mises en service ont atteint 1 431 MW à terre et 237 MW en mer.
L'Allemagne détient 31,8 % du parc éolien de l'Union européenne en 2019. Le parc éolien en mer atteint 7 507 MW, soit 12,3 % du parc éolien allemand. Les nouvelles installations d'éoliennes terrestres ont chuté à 963 MW ; après déduction des 77 MW mises hors service, l'accroissement net de 886 MW est en recul de 61 % par rapport aux 2 273 MW de 2018. La principale cause de cette chute est l'introduction dans les règles des appels d'offres d'une distance minimale de 1 000 mètres par rapport aux habitations.
L'Allemagne ne représente plus que 14 % du marché européen, devancée par le Royaume-Uni (2 393 MW) et l'Espagne(2 319 MW) ; la très forte baisse des installations d'éoliennes terrestres relègue l'Allemagne au quatrième rang européen, derrière l'Espagne, la Suède et la France (1 336 MW) ; ces installations terrestres atteignaient en moyenne 4,6 GW sur la période 2014-2017 ; la complexité et la longueur des processus d'autorisation décourage les développeurs : sur les 3,7 GW mis aux enchères, seulement 1,8 GW ont été attribués.
Au cours des neuf premiers mois de 2019, seules 350 éoliennes terrestres ont été autorisées, soit trois fois moins qu'au cours des années précédentes ; le développement des éoliennes se heurte à l'opposition des riverains et à la lenteur des processus d'autorisation.
L’Allemagne a installé 3 374 MW d'éoliennes en 2018 (33,6 % du marché européen de l'année) et en a déclassé 185 MW, portant sa puissance installée éolienne à 58 908 MW fin 2018, en progression de 5,7 % ; elle conserve le 1er rang européen avec 32,9 % du parc éolien de l'Union européenne, devant l'Espagne (23 494 MW), le Royaume-Uni (21 243 MW) et la France (15 108 MW).
Selon GWEC, le parc éolien de l’Allemagne est, avec 59 560 MW de puissance installée fin 2018, dont 53 180 MW à terre et 6 380 MW en mer, le 3e au monde (10,1 % du parc éolien mondial) derrière ceux de la Chine (211 392 MW) et des États-Unis (96 665 MW). Les installations au cours de l'année 2018 ont totalisé 3 371 MW, dont 2 402 MW à terre et 969 MW en mer, accroissant le parc de 6,1 % contre +9,5 % pour le Monde ; ces installations de 2018 ont représenté 6,6 % du marché mondial.
L'Allemagne se classait au 4e rang européen pour la puissance installée éolienne par habitant en 2017 : 671,5 W/hab., derrière le Danemark (960,3 W/hab.), l'Irlande (704,7 W/hab.) et la Suède (672,4 W/hab.) ; la moyenne de l'Union européenne se situe à 330,2 W/hab..
Selon EurObserv'ER, la puissance installée au cours de 2017 s'est élevée à 6 440 MW, ajoutant une puissance nette de 6 010 MW compte tenu des 430 MW de mises hors service d'éoliennes anciennes ; le parc des éoliennes terrestres s'est accru de 4 735 MW nets. La puissance installée en mer s'est élevée à 1 275 MW, donnant à l'Allemagne le 2e rang européen avec 5 407 MW, derrière le Royaume-Uni (estimation de 6 361 MW) et loin devant le Danemark 1 292 MW, qui était 2e en 2013.
Au 31 décembre 2015, le nombre d'éoliennes installées en Allemagne s'élevait à 24 750 éoliennes terrestres et 789 éoliennes en mer.
En 2014, un record de 4,75 GW ont été installés dans l'éolien terrestre, (58 % de plus qu'en 2013), portant la puissance totale du parc éolien terrestre allemand à 38,1 GW. Le repowering représente désormais le quart du marché annuel : 1,14 GW de nouvelles éoliennes ont remplacé 364 MW de parcs devenus obsolètes, triplant la puissance installée sur une même surface. La forte croissance de l’éolien terrestre s’explique par le fait que les Länder du sud du pays se sont donné des objectifs éoliens ambitieux après Fukushima, ainsi que par une course au guichet provoquée par l’adoption de la nouvelle loi énergie renouvelable en milieu d’année 2014, un peu moins généreuse avec la filière que la loi précédente. L’association professionnelle de l’éolien (BWE) prévoit malgré cela un marché 2015 entre 3,5 et 4 GW avant un léger recul en 2016. Dans l'éolien en mer, 142  éoliennes de 529 MW de puissance totale ont été raccordées au réseau, portant à 1 049 MW la puissance du parc en mer relié au réseau. L’objectif 2020 est de 6,5 GW en mer. L’association des industriels du secteur, VDMA Power Systems, estime que 2 GW offshore supplémentaires seront raccordés fin 2015. En comptant les éoliennes en construction, la filière a réalisé la moitié de l'objectif avec un total de 3 275 MW représentant un investissement d’environ 10 milliards d’euros, soit 3 050 € par kW. L’éolien en mer emploie 19 000 personnes en Allemagne.
En 2013, l'Allemagne était encore au 2e rang européen derrière l'Espagne pour la production, mais au 1er rang européen pour la puissance installée avec 29,4 % du total européen : 34 633 MW de puissance installée à la fin de 2013, dont 903 MW en mer (3e rang européen) ; elle se situait au 6e rang européen pour la puissance installée par habitant : 430 W/hab ; 3 466 MW ont été installés au cours de l'année 2013, soit 30,8 % du marché européen (2 998 MW à terre et 468 MW en mer), ce qui fait de 2013 l'année la plus faste de l'histoire éolienne allemande, le précédent record étant de 3 247 MW en 2002 ; cette ruée vers l'éolien s'explique par le souhait des développeurs de profiter des meilleures conditions d'achat de l'électricité éolienne avant la réforme annoncée de la loi pour les énergies renouvelables (EEG), préparée par le nouveau gouvernement ; cette réforme visera une meilleure maîtrise du coût de la facture électrique grâce à la définition de fourchettes de réalisations par filière à ne pas dépasser ; les objectifs pour l'offshore seront réduits, et pour l'éolien terrestre les conditions d'installation seront rendues plus sévères de façon à privilégier les sites offrant les meilleurs rendements.

## Parcs éoliens en mer
Selon EurObserv'ER, la production d'électricité des éoliennes en mer s'est élevée à 26,08 TWh en 2024, en progression de 9,2 %, soit 18,8 % de la production éolienne du pays et 41 % de la production éolienne maritime de l'Union européenne.
L'Allemagne a installé 742 MW en mer en 2024, portant sa puissance installée éolienne maritime à 9 215 MW fin 2024 (+8,8 %). Elle reste au 1er rang de l'Union européenne pour le parc éolien en mer avec 44,5 % du total, devant les Pays-Bas (4 748 MW, soit 22,9 %), le Danemark (2 641 MW, 12,7 %), la Belgique (2 262 MW, 10,9 %) et la France (1 508 MW, 7,3 %). L'Allemagne a raccordé en 2024 les parcs Baltic Eagle (476 MW) et God Wind 3 (266 MW). La dernière éolienne du parc allemand de Borkum Riffgrund 3 (959 MW) a été installée au début de 2025, mais la mise en service commerciale de ce parc a été reportée au début de l’année 2026, du fait de retards dans la connexion du réseau offshore au réseau terrestre. Les appels d'offres de 2024 ont attribué 8 GW, sans subvention, les lots étant attribués aux candidats les plus offrants, avec des prix de 1,305 M€/MW pour TotalÉnergies et 1,065 M€/MW pour EnBW.
Au niveau mondial, l'Allemagne se situe au 3e rang avec 10,9 % du total mondial en 2024, derrière la Chine (41 813 MW, soit 50,3 %) et le Royaume-Uni (15 929 MW, 19,2 %). Les nouvelles installations d'éoliennes en mer en Allemagne ont représenté seulement 9,1 % du marché mondial contre 50,5 % pour la Chine, 14,7 % pour le Royaume-Uni, 11,7 % pour Taïwan et 8,2 % pour la France.
L'Allemagne installe 258 MW en mer en 2023, portant sa puissance installée éolienne maritime à 8 458 MW fin 2023 (+3,1 %). Elle reste au 1er rang de l'Union européenne pour le parc éolien en mer avec 46,1 % du total, devant les Pays-Bas (3 978 MW, soit 21,7 %), le Danemark (2 469 MW, 13,4 %), la Belgique (2 262 MW, 12,3 %) et la France (842 MW, 4,6 %). L'Allemagne a raccordé en 2023 le parc Arcadis Ost 1 (257 MW). Les appels d'offres de 2023 attribuent 8,8 GW, sans subvention, les lots étant attribués aux candidats les plus offrants, avec des prix entre 1,5 et 2 millions d’euros par MW.
L'Allemagne installe 342 MW en mer en 2022, portant sa puissance installée éolienne maritime à 8 129 MW fin 2022 (+4,4 %). Elle reste au 1er rang de l'Union européenne pour le parc éolien en mer avec 50,5 % du total. Mis en service en 2022, le sixième parc éolien en mer allemand, le parc de Kaskasi (342 MW), est équipé de 38 turbines de type SG 8.0-167 DD Flex dont la puissance a été débridée à 9 MW. C'est le premier parc éolien en mer disposant de pales éoliennes avec résine recyclable. Trois éoliennes de ce parc éolien sont équipées de ces pales recyclables ; la mise en service officielle du parc complet a eu lieu le 28 mars 2023.
En 2022, l'Allemagne se situe au 3e rang avec 12,5 % du total mondial, loin derrière la Chine et le Royaume-Uni. Les nouvelles installations d'éoliennes en Allemagne ont représenté seulement 3,9 % du marché mondial contre 57,6 % pour la Chine, 13,4 % pour le Royaume-Uni et 5,5 % pour la France.
L'Allemagne se situe fin 2021, avec 7 774 MW, au 1er rang de l'Union européenne pour le parc éolien en mer, devant les Pays-Bas (2 459 MW), le Danemark (2 306 MW) et la Belgique (2 262 MW) ; l'éolien en mer représente 12,2 % de la puissance installée éolienne totale du pays. La production des éoliennes maritimes s'est élevée à 24 374 GWh en 2021, soit 21,4 % de la production éolienne du pays.
Au niveau mondial, l'Allemagne se classe au 3e rang avec 13,5 % du total mondial, derrière la Chine (27 680 MW) et le Royaume-Uni (12 522 MW).
En 2020, les mises en service en mer sont de 237 MW.
Les 1 111 MW installés en mer en 2019 (+17,4 %) ont pour la première fois dépassé les mises en service à terre, avec la mise en service de trois parcs : Merkur Offshore (252 MW), Deutsche Bucht (260,4 MW) et EnBW Hohe See (497 MW), le plus grand parc en mer allemand.
Le parc éolien en mer allemand passe de 5 411 MW fin 2017 à 6 380 MW fin 2018, soit 10,7 % de la puissance installée éolienne totale du pays et 27,6 % du total mondial de l'éolien en mer ; l'Allemagne est passée en 2015 du 3e au 2e rang mondial, derrière le Royaume-Uni (7 963 MW fin 2018), dépassant le Danemark (1 329 MW) ; la Chine est au 3e rang avec 4 588 MW. L'année 2018 est marquée par une forte progression du parc éolien en mer allemand : +969 MW, soit +17,9 % (après +1 253 MW en 2017, soit +30,4 %) et 29 % des installations totales ; la production des éoliennes en mer s'élève à 19 341 GWh en 2018, soit 17,3 % de la production éolienne du pays. L'Allemagne se situe au 2e rang européen derrière le Royaume-Uni (7 940 MW).
L'énergéticien RWE et le chimiste BASF annoncent le 21 mai 2021 la signature d'un protocole d'accord pour construire d'ici à 2030 en mer du Nord un parc éolien géant de 2 GW destiné à alimenter en électricité renouvelable le site de Ludwigshafen de BASF tandis que 20 % de l'énergie produite servira à produire de l'hydrogène. Le financement se fera sans subvention, grâce à un accord d'achat direct entre RWE et BASF, lequel prendra une participation dans le parc éolien exploité par l'énergéticien. Ce projet ne pourra aboutir sans un renforcement des réseaux de transport de l'électricité.
Un appel d'offres attribue le 12 juillet 2023 quatre zones en mer du Nord et en mer Baltique pour construire 7 GW d'éoliennes en mer, pour un total de 12,6 milliards d'euros. BP remporte les droits pour développer deux projets pour un total de 4 GW et TotalEnergies obtient les deux autres zones (3 GW). Ces concessions ont une durée de vingt-cinq ans, avec une possibilité d'extension à trente-cinq ans. Les énergéticiens devront commercialiser eux-mêmes leur production, sans garantie de prix par l'État.

## Facteur de charge
Le rapport entre la production annuelle et la puissance installée donne la durée moyenne annuelle d'utilisation de la puissance installée ; en divisant cette durée par le nombre d'heures de l'année, on obtient le facteur de charge. Les régions septentrionales, surtout les régions côtières et a fortiori les parcs éoliens en mer, ont des conditions de vent bien meilleures que celles du sud :
| Région                                                                         | Production 2015 GWh | Durée moy. d'utilis.* heures/an | Facteur de charge % |
| Éolien en mer du Nord                                                          | 7 355               | 3 230                           | 36,9 %              |
| Éolien en mer Baltique                                                         | 2 183               | 4 400                           | 50,2 %              |
| Total éolien terrestre                                                         | 70 923              | 1 816                           | 20,7 %              |
| Schleswig-Holstein                                                             | 9 633               | 1 851                           | 21,1 %              |
| Mecklembourg-Poméranie-Occidentale                                             | 5 408               | 2 003                           | 22,9 %              |
| Saxe-Anhalt                                                                    | 7 846               | 1 781                           | 20,3 %              |
| Basse-Saxe                                                                     | 15 508              | 1 874                           | 21,4 %              |
| Brandebourg                                                                    | 9 765               | 1 731                           | 19,8 %              |
| Rhénanie-du-Nord-Westphalie                                                    | 6 909               | 1 811                           | 20,7 %              |
| Rhénanie-Palatinat                                                             | 5 042               | 1 772                           | 20,2 %              |
| Thuringe                                                                       | 2 183               | 1 751                           | 20,0 %              |
| Hesse                                                                          | 2 106               | 1 866                           | 21,3 %              |
| Bavière                                                                        | 2 772               | 1 779                           | 20,3 %              |
| Saxe                                                                           | 1 939               | 1 727                           | 19,7 %              |
| Bade-Wurtemberg                                                                | 843                 | 1 362                           | 15,5 %              |
| Sarre                                                                          | 487                 | 1 886                           | 21,5 %              |
| * durée moyenne annuelle d'utilisation de la puissance installée source : BDEW |                     |                                 |                     |

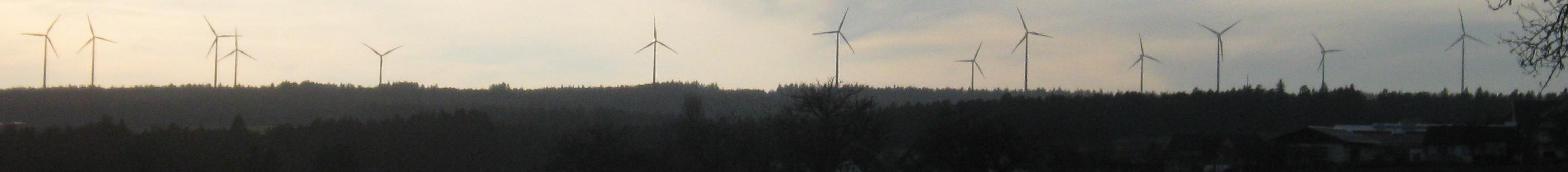
Windpark Nordschwarzwald, un parc éolien du nord de la Forêt-Noire ayant selon la Neue Zürcher Zeitung un facteur de charge de seulement 17 % entre 2007 et 2010

Malgré leur facteur de charge largement plus élevé que celui des éoliennes terrestres, les éoliennes en mer ont une production très volatile : ainsi, pendant la quinzième semaine de 2019 (du 8 au 14 avril), elle passe de 216 MW (le 11/04 à 14 h) à 3 099 MW (le 14/04 à 1 h 15), soit 14,3 fois plus. Le point bas de 216 MW représente seulement 3,3 % de la puissance installée : 6,53 GW en avril 2019.
Le graphique de production éolienne et solaire de la période du 22 au 31 janvier 2020 permet de constater l'extrême variabilité de la production éolienne : 2,18 MW le 23 janvier à 1 h contre 43,23 MW le 31 à 1 h.
En 2022, le quotidien suisse Neue Zürcher Zeitung a contrôlé le facteur de charge de 18 000 éoliennes en Allemagne sur un total de 28 000 installées. Leur facteur de charge est inférieur à 20 %. Seules 15 % des éoliennes ont un facteur de charge qui dépasse 30 %. Deux seulement se trouvent dans le sud de l'Allemagne, 83 % des éoliennes ayant un facteur de charge dépassant 30 % étant situées dans l'extrême nord du pays, ce qui pose le problème du transport de cette électricité produite, car la majeure partie de l'électricité est consommée dans la région de la Ruhr et dans les Länder les plus méridionaux.Du fait de ces différences de facteur de charge, de moins en moins de soumissionnaires répondent aux appels d'offres pour le financement de nouveaux projets éoliens. Dans le sud, où la pénurie d'électricité est la plus grande, « presque personne ne veut investir ». Par exemple, dans le parc éolien du nord de la Forêt-Noire (Windpark Nordschwarzwald), dix rotors V90 et quatre V80 ont été installés. Ce parc était considérée comme un projet phare dans le Bade-Wurtemberg et les promoteurs du projet avaient promis un facteur de charge moyen de 30 %. La réalité entre 2007 et 2010 montre un facteur de charge de 17 %. Selon le calcul NZZ, le V80 fonctionne avec une moyenne décennale « catastrophique » de 16 %. Le V90 n'arriverait qu'à un facteur de charge de 21 %. A Reichertshüll, l'un des plus grands parcs éoliens forestiers de Bavière, onze turbines avec de hautes tours et de grands rotors ont été mises en service en 2017, ce qui constitue la solution parfaite pour les endroits à faible vent. Le parc éolien est donc l'un des rares du sud à atteindre théoriquement un facteur de charge supérieur à 25 %. Dans les faits, la simulation ne peut prendre en compte que de manière limitée la topographie complexe de la forêt et les étranglements dus aux réglementations sur le bruit et la protection des espèces. En termes réels, le facteur de charge serait « largement inférieur à 20 % ».

## Politique énergétique
Le système de soutien principal à l'éolien en Allemagne était, jusqu'en 2017, celui des tarifs d'achat réglementés (en anglais : feed-in tariff, c'est-à-dire tarif d'injection [au réseau]) ; c'est le plus utilisé en Europe, à la suite de la mise en place de la Directive 2001/77/EC : les fournisseurs d'électricité ont l'obligation légale d'acheter toute la production des installations de production d'électricité à partir d'énergie renouvelable, pendant 10 à 20 ans, à des tarifs fixés par l'administration ; le surcoût de ces tarifs par rapport aux prix du marché de gros est remboursé aux fournisseurs au moyen d'une surtaxe sur les factures d'électricité des consommateurs.
La subvention moyenne via le tarif d'achat réglementé était en Allemagne en 2017 de 65 €/MWh pour les éoliennes terrestres et 161 €/MWh pour l'offshore ; elle est répercutée sur les consommateurs d'électricité par le biais d'une taxe équivalant à la CSPE française, appelée EEG-Umlage qui atteignait 6,88 c€/kWh en 2017 sur un prix moyen de l'électricité pour un ménage-type allemand de 29,23 c€/kWh. La charge totale de cette taxe atteignait 23,98 Milliards € en 2017.
Conformément aux nouvelles orientations de la Commission européenne, l'Allemagne a mis en place une réforme de la loi sur les énergies renouvelables, effective au 1er août 2014, qui supprime le tarif d'achat garanti pour les installations de plus de 500 kW et généralise le système de vente directe plus prime de marché, optionnel depuis 2012 ; elle limite de plus les installations annuelles terrestres dans une fourchette de 2400 à 2 600 MW et revoit en baisse les objectifs pour l'offshore à 6 500 MW en 2020 et 15 000 MW en 2030. La vente directe sur le marché a pour but d'inciter les producteurs éoliens à s'intégrer au marché de l'électricité, en particulier en participant à l'ajustement de l'offre à la demande. La nouvelle loi prévoit aussi le lancement d'appels d'offres à partir de 2017 au plus tard, en partie ouverts aux autres pays européens. Le seuil de l'obligation de commercialisation sur le marché a été abaissé à 100 kW à partir du 1er janvier 2016, et une nouvelle règle a été fixée pour éviter que l'impact des énergies renouvelables sur le marché aboutisse à des prix négatifs : la valeur attribuée à l'électricité des éoliennes de 3 MW ou plus sera ramenée à zéro lorsque les prix du marché seront négatifs pendant six heures consécutives ; aucune prime de marché ne leur sera payée pendant ces heures.
L’étude sur les coûts menée par le BWE (Association allemande de l’énergie éolienne) et le VDMA (Fédération allemande de la construction mécanique et de l’ingénierie), publiée fin 2015, a montré que les coûts de production de l’éolien terrestre ont fortement diminué : pour une durée de fonctionnement de 20 ans, ils sont pour les années 2016/2017 inférieurs de 12 % en moyenne à ceux mesurés pour les années
2012/2013, soit un coût compris selon les sites entre 5,3 et 9,6 c€/kWh. Cette baisse s’explique par la mise sur le marché de nouvelles machines beaucoup plus performantes, par une baisse des coûts d’installation et par la baisse des taux d’intérêt. À partir de 2017, un nouveau changement de cap réglementaire sera mis en place. Le gouvernement allemand a en effet prévu de passer du système actuel de complément de rémunération dans le cadre de la vente directe obligatoire de l’électricité à un système d’appels d’offres. L’objet de l’appel d’offres est d’encadrer davantage le développement des énergies renouvelables, tout en permettant de faire émerger les projets les moins coûteux. Ce sera la valeur de référence (qui permet de calculer le montant de la prime de marché), qui fera l’objet de l’appel d’offres ; aucun autre critère de sélection ne sera pris en compte.
Une nouvelle réforme de la loi sur les énergies renouvelables a été adoptée par le Conseil des ministres le 8 juin 2016 : selon la formule du ministre de l'économie Sigmar Gabriel, « ce ne sera plus le Bundestag qui fixera les prix sur les énergies renouvelables mais le marché à travers des appels d'offres » ; l'objectif de 45 % d'électricité d'origine renouvelable en 2025 est maintenu ; les appels d'offres porteront en moyenne sur 730 MW par an pour l'éolien en mer, afin de parvenir à 15 000 MW en 2030 et sur 2 800 MW par an (contre 4 750 MW en 2014) à partir de 2019 pour l'éolien terrestre, soit environ 1 000 éoliennes par an. Certaines régions du nord de l'Allemagne vont par ailleurs être limitées dans leur capacité à émettre des appels d'offres, afin de réduire le surplus de production d'électricité dans ces régions alors qu'elles ne disposent pas du réseau pour en assurer le transport.
Depuis le 1er janvier 2017, les appels d'offres s'appliquent à tout projet de plus de 750 kW, et la loi plafonne le volume des appels d'offres, la sélection se faisant sur la valeur de référence proposée par le candidat ; le volume des appels d'offres est fixé à 2 800 MW par an de 2017 à 2019, puis 2 900 MW à partir de 2020 ; compte tenu des projets déjà approuvés dans l'ancien système, les volumes installés en 2018 devraient rester entre 4 000 MW et 5 000 MW, puis tomberont au niveau des 2 800 MW à partir de 2019. Les résultats des 3 premiers appels d’offres clôturés en mai, août et novembre 2017 ont montré une forte diminution du tarif de référence moyen des offres : 5,71 c€/kWh en mai (807 MW octroyés), 4,28 c€/kWh en août (1 013 MW octroyés) et 3,82 c€/kWh en novembre (1 000 MW octroyés). L’offre la plus basse proposée dans le dernier appel d’offres étant de 2,2 c€/kWh. Dans l'éolien en mer, les appels d'offres sont de 1 550 MW en 2017 et 1 550 MW en 2018 ; ils seront limités à 3 100 MW sur les années 2021-2025, en privilégiant la mer Baltique qui dispose de plus de capacités de connexion. L’appel d’offres clôturé le 1er avril 2017 a abouti à un prix de référence moyen de 0,44 c€/kWh avec 3 offres à 0 c€/kWh et une offre à 6 c€/kWh.
Le premier appel d'offres pour les parcs éoliens en mer (1 550 MW) a donné le 13 avril 2017 un résultat surprenant : trois projets sur les quatre attribués se passeront totalement de subventions, les attributaires Dong et EnBW vendront au prix du marché la production des parcs OWP West, Borkum Riffgrund West 2 et He Dreit ; le quatrième parc, Gode Wind 3, a été attribué à Dong avec une prime de 60 €/MWh. Le prix du marché s'est élevé en moyenne à 29 €/MWh en 2016. Ces prix très bas, qui n'incluent pas les coûts de raccordement au réseau, s'expliquent par l'échéance lointaine de la mise en service des parcs : 2024, qui laisse aux fournisseurs le temps de développer la prochaine génération de turbines dont la puissance devrait être de 13 à 15 MW contre 8 à 9 MW pour les turbines actuelles ; de plus, le régime des vents est particulièrement favorable pour ces parcs, qui bénéficieront de surcroît de synergies avec les parcs voisins exploités par Dong ; enfin, l'Allemagne a planifié ses appels d'offres jusqu'à 2030, assurant aux candidats un volume d'affaires qui leur permet de baisser leur prix ; l'État prend en charge les études de risques techniques.
Les deux derniers appels d'offres éoliens terrestres n'ont pas atteint les volumes visés : celui d'octobre 2018 a alloué 363 MW sur un objectif de 670 MW et celui de février 2019 476 MW sur un objectif de 700 MW ; WindEurope explique ceci par des procédures de demande de permis plus longues et une multiplication des procès, qui au début 2019 bloquent plus de 750 MW de projets déjà autorisés. Ces évolutions entrainent une remontée des prix moyens : après le record de 40,2 €/MWh atteint en novembre 2017, les prix ont remonté à 61,7 €/MWh en octobre 2018 et 61,1 €/MWh en février 2019.
Les six appels d'offres de 2019 n'ont alloué que 1 843 MW sur un objectif de 3 700 MW ; les prix garantis se sont situés entre 52,4 €/MWh et 62 €/MWh, trois des appels d'offres ayant débouché sur un prix unique de 62 €/MWh.
En avril 2022, le Conseil des ministres adopte le « paquet législatif de Pâques » qui modifie cinq lois afin d'accélérer le développement des énergies renouvelables, dont la part dans la consommation brute d'électricité devra plus que doubler, avec des objectifs de 80 % en 2030 et 100 % en 2035. L'électrification de l'industrie et des transports augmente les besoins en électricité, qui devraient quasi tripler d'ici 2030, à 600 TWh ; il va donc falloir tripler la vitesse de déploiement des énergies renouvelables. Le projet de loi stipule que l'utilisation des énergies renouvelables est « essentielle à l'intérêt public » et qu'elle sert la sécurité nationale, ce qui va faciliter les procédures d'autorisation et les décisions de justice qui ont jusqu'ici retardé le développement du parc éolien terrestre. Les communes et les particuliers seront par ailleurs associés aux gains générés par ces infrastructures. Un deuxième paquet législatif à présenter à l'été 2022 cherchera à accélérer les procédures d'autorisation et de mise en chantier extrêmement bureaucratiques, à inscrire dans la loi l'objectif de la coalition de consacrer 2 % du territoire au parc éolien, contre 0,5 % actuellement. Après avoir mis vingt ans à déployer un parc de 56 GW, l'Allemagne ne s'en donne plus que sept pour doubler cette capacité à 115 GW.

## Filière éolienne allemande
L'Allemagne compte trois entreprises parmi les onze premières du classement mondial 2015 des fabricants d'éoliennes :
- Siemens est no 4 avec 3 100 MW fournis en 2015 ;
- Enercon est no 6 avec 3 000 MW ;
- Nordex est no 11 avec 1 700 MW.

le no 1 Goldwind est chinois, le no 2 Vestas danois et le no 3 GE Wind américain ; le no 5 Gamesa est espagnol, et le top 10 compte 5 chinois.
Sur le marché de l'éolien en mer, le numéro un mondial Siemens Wind Power dispose de 80 % du marché. Depuis 2013 une vague de consolidation affecte ce secteur: rapprochement en 2013 de Vestas et de Mitsubishi, puis en 2014 création d’Adwen, filiale commune d'Areva et de Gamesa. En 2015, le français Alstom, qui développe l’éolienne offshore Haliade 150, est passé dans le giron de l’Américain General Electric. Dans l'éolien terrestre, l’allemand Nordex et l’espagnol Acciona ont annoncé en octobre 2015 leur intention de fusionner leurs forces pour entrer dans le top 5 mondial. Les dirigeants de Gamesa ont annoncé le 29 janvier 2016 qu’ils étaient entrés en discussion avec Siemens en vue d’un rapprochement de leur activité éolienne, créant le poids lourd du secteur mondial avec environ 15 % de part de marché devant General Electric (11 %) et Vestas (10 %).
La mise en œuvre de la réforme du système de subventions des énergies vertes en Allemagne entraîne en 2018 une baisse des commandes qui amène les fabricants d'éoliennes à réduire leurs effectifs : le premier constructeur allemand d'éoliennes terrestres, Enercon, annonce en août 2018 sa décision de se concentrer davantage sur l'international ; la réduction de ses contrats avec ses sous-traitants locaux devrait entraîner la suppression de 835 emplois en Allemagne ; Nordex, basé à Hambourg, a déjà annoncé en 2017 la suppression de 450 emplois ; la coentreprise Gamesa Siemens a annoncé la même année la suppression de 6 000 emplois dans le monde. La fédération allemande de la filière éolienne (BWE) estime que 15 % des 160 000 emplois de la branche sont en danger.
Le secteur subit en 2019 de grandes difficultés : depuis 2016, dernière année avant le passage d'un système de tarif subventionné à celui d'enchères, la pression sur les prix a provoqué la faillite de nombreux petits acteurs, entraînant la disparition de 30 000 emplois. Faute d'acteurs suffisants, les prix sont rapidement repartis à la hausse. Les autorisations étant par ailleurs distribuées au compte-gouttes et les plaintes se multipliant avec le développement du parc, l'installation de nouvelles éoliennes a chuté de 80 % depuis le début de 2019. En 2017, 26 000 emplois ont été supprimés, selon le gouvernement fédéral. L’entreprise Senvion, cotée en Bourse et forte de 4 400 salariés, a déposé le bilan en août 2019. L’introduction d’appels d’offres depuis 2016, la fin de revenus garantis et les lenteurs administratives ont entraîné une baisse du nombre d’investisseurs. Certains appels d’offres ne trouvent pas preneurs. Parallèlement, le nombre de procès intentés par des riverains a explosé. Les éoliennes atteignent désormais 200 mètres de hauteur et posent des problèmes en termes de bruit et de pollution visuelle. Pour apaiser les riverains, la Bavière a imposé pour toute nouvelle installation une distances équivalant à 10 fois la hauteur d’une éolienne ; depuis, plus aucune nouvelle éolienne n’a pu être installée dans la région. Le parti d’extrême droite Alternative pour l’Allemagne fait de la lutte contre les éoliennes son nouveau cheval de bataille.
Siemens Energy, qui a entièrement racheté en 2022 sa filiale en difficulté financière, avant de la retirer de la bourse, a annoncé en juin 2023 avoir détecté des problèmes de qualité majeurs sur des composants (principalement des roulements et pales de rotors) de certaines de ses éoliennes terrestres sur ses plateformes 4X et 5X ; 25 à 30 % de son parc pourraient potentiellement être affectés.
En novembre 2023, le gouvernement fédéral accorde à Siemens Energy une garantie de 7,5 milliards d'euros dans le cadre d'un plan de sauvetage de 15 milliards d'euros de garanties bancaires, financé par l'État fédéral, des banques privées et la société mère Siemens AG. Siemens Energy est en difficulté du fait de problèmes de qualité des éoliennes de sa filiale espagnole, Siemens Gamesa, ainsi que de la hausse des prix des matériaux et la concurrence chinoise. L'entreprise a subi près de 3 milliards d'euros de pertes au troisième trimestre 2023 et sa valorisation en Bourse a chuté de plus de 40 % depuis le début de l'année.
Siemens Energy espère que sa branche éolienne atteindra l'équilibre en 2026.

## Histoire

### Développement et communication vers 1970
Le développement de l'éolienne en Allemagne dans les années 1970-1980 s'est révélé être loin d'un succès retentissant par rapport à ses homologues européens, comme en témoigne le cas du Danemark (voir Énergie éolienne au Danemark). Les Allemands ont adopté une approche scientifique dite «descendante », axée sur un développement rapide et ambitieux à grande échelle, en négligeant les petites turbines éoliennes, malgré leur faible expérience dans ce domaine.
En effet, dans les années 1970, l'énergie nucléaire et le charbon étaient considérés comme les piliers futurs de l'énergie allemande. Ce n'est qu'après la crise énergétique de 1973 que le Ministère Fédéral de l'Éducation et de la Recherche d'Allemagne a lancé un programme de recherche sur les énergies renouvelables. Cependant, le soutien de l'Allemagne à la recherche sur les énergies renouvelables était quasi inexistant dans les années qui ont suivi. En 1979, par exemple, le fonds de recherche fédéral des énergies a alloué 60% de son budget annuel à la fission nucléaire et seulement 4,4% aux énergies renouvelables. Il a fallu plusieurs projets éoliens pour démontrer que le programme de recherche allemand était un échec.
En analysant le problème d'un point de vue socio-technique, plusieurs facteurs contribuent à la faible performance du développement de l'énergie éolienne en Allemagne dans les années 1970-1980, mais la communication apparaît clairement comme la principale cause. La négligence du développement des petites turbines éoliennes a entraîné une division parmi les producteurs de ces turbines.

#### Les bancs d’essai comme support de communication
Diverses initiatives ont été mises en place pour favoriser la communication entre les acteurs, telles que la publication du journal Windkraft Journal et la création de champs de test éoliens. L'impact de la communication sur l'ingénierie allemande est illustré par les résultats de l'implantation d'une station de test pour les petites éoliennes sur l'île de Pellworm, en mer du Nord. Cette dernière permettait d’analyser les performances de diverses turbines, autant amateures que professionnelles. Cependant, cette station de test n'était pas initialement conçue pour soutenir les producteurs de turbines, ni comme un centre d'échange de connaissances techniques, ni pour le développement d'instructions pour les producteurs. En conséquence, elle s'est révélée être exclue d'une communication efficace. La Société Allemande Pour l'Énergie Éolienne (Deutsche Gesellschaft für Windenergie, DGW) a exprimé l'opinion selon laquelle «il est clair qu'une turbine éolienne est une machine trop complexe et compliquée pour être maîtrisée dans tous ses détails techniques par un seul ouvrier ou ingénieur, quoique brave qu'il soit », dans une étude sur les producteurs de petites turbines éoliennes et de leur efficacité. Ceci met donc en évidence que les ingénieurs se placent aux centre du projet et que ce sont eux qui possèdent le savoir. La communication était donc inefficace dès le début du processus de développement.

#### Polarisation politique comme obstacle à la communication
D'autant plus, au sein du DGW, il a été remarqué que des conflits internes ont entravé la communication. Les membres du groupe présentent un éventail d'idéologies politiques allant de l'extrême gauche socialiste à l'extrême droite national-socialiste. Ces divergences politiques ont engendré une compétition pour représenter différentes régions d'Allemagne. Cette compétition a transformé la communication entre les ingénieurs en une sorte de non-communication, ne divulguant que des informations sélectionnées et manipulées dans le but de favoriser leurs relations publiques et leurs efforts de marketing politique. Cette sélection d'informations a donc dissimulé les problèmes opérationnels et techniques rencontrés dans le développement de l'éolienne. Il était crucial que les résultats soient présentés de manière positive, peu importe leur véritable signification.

#### Résultats
La polarisation de la société allemande a conduit à la création de réseaux de communication fragmentés, peu efficaces et peu cohérents. Le mouvement en faveur de la recherche sur les énergies renouvelables a souffert d'un manque d'identité et a nécessité beaucoup d'énergie pour résoudre ses conflits internes. En conséquence, le véritable savoir a été gardé en interne, limitant ainsi le partage d'expériences et de connaissances avec d'autres acteurs. Cette fragmentation de la communication s'est révélée être un obstacle dans le développement de l'éolienne en Allemagne dans les années 1970-1980.
Cette analyse socio-technique porte sur les tous débuts du développement éolien, soit dans les années 1970-1980. Il est important de noter que depuis, l’industrie éolienne allemande n’a cessé de se développer jusqu’à se placer au 1er rang européen en 2023 en termes de production d’énergie éolienne.

## Répartition géographique et problèmes de réseaux

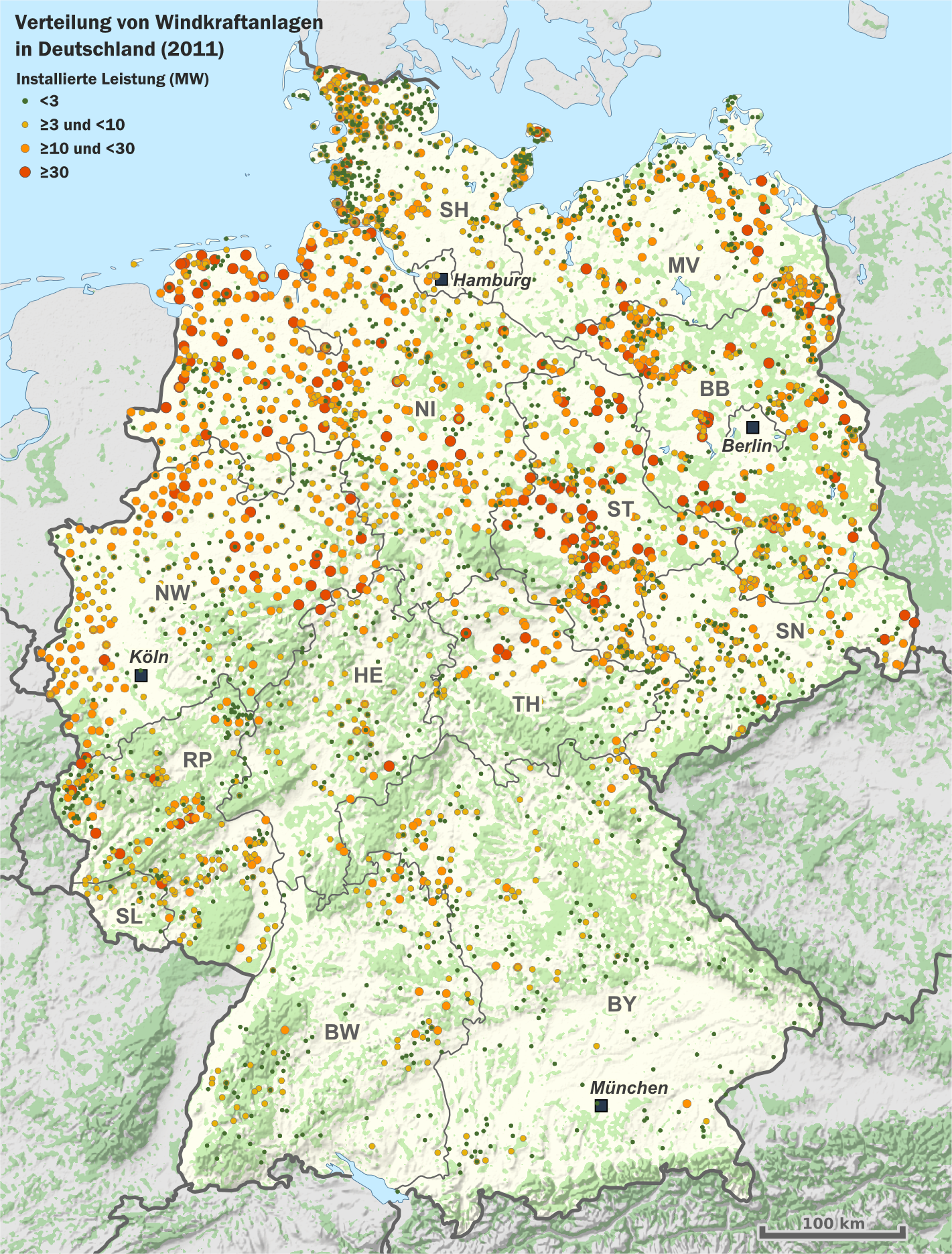
Carte des parcs éoliens allemands en 2011 (cercles rouges : > 30 MW, orange : 10 à 30 MW ; jaunes : 3 à 10 MW ; noirs : moins de 3 MW).

Les éoliennes sont concentrées dans le nord du pays : en 2015, le Land de Basse-Saxe (NI) produisait à lui seul, grâce à ses 5 503 éoliennes, 15,51 TWh, soit 19,3 % du total national ; avec le Brandebourg (BB - 5 832 éoliennes, 9,77 TWh), le Schleswig-Holstein (SH - 5 629 éoliennes, 9,63 TWh), la Saxe-Anhalt (ST - 4 622 éoliennes, 7,85 TWh), la Rhénanie-du-Nord-Westphalie (ST - 4 013 éoliennes, 6,91 TWh) et le Mecklembourg-Poméranie-Occidentale (ST - 2 839 éoliennes, 5,41 TWh), 6 Länder (sur 16) assuraient 68,4 % de la production ; les conditions de vent sont en effet meilleures dans le nord : les performances des éoliennes y sont nettement supérieures ; l'offshore totalisait 789 éoliennes (3 283 MW, 8 162 GWh, soit 10,1 % du total). Cette répartition géographique est d'autant plus problématique que la Bavière et le Bade-Wurtemberg, ainsi que le site chimique de Ludwigshafen, ont besoin de près de trois fois plus d'électricité que les cinq États du nord de l'Allemagne.
Le développement récent de l'éolien en mer nécessite la construction de réseaux pour évacuer l'électricité produite vers la terre ferme puis vers les centres de consommation. Ainsi, Alstom a remporté en février 2013 un contrat d'un milliard d'euros avec l'opérateur de réseaux haute tension TenneT, pour relier d'ici 2017 cinq parcs éoliens de mer du Nord, soit 200 éoliennes, au bassin industriel de Basse-Saxe, au moyen d'une ligne à courant continu de 162 km d'une capacité de 900 MW ; avec ce projet Dolwin3, la capacité d'alimentation de TenneT à partir des parcs éoliens de mer du Nord atteindra 6 000 MW.
Le rapport de la Cour des comptes française sur la mise en œuvre par la France du Paquet énergie-climat, publié le 16 janvier 2014, fournit un exemple des difficultés posées par l'insuffisance du réseau allemand de très haute tension (THT) pour transporter l'électricité éolienne du nord vers les centres de consommation du sud : cette électricité éolienne en provenance du nord du pays doit emprunter les réseaux polonais et tchèque, exportant ainsi le trop-plein d'énergie intermittente ; en 2011, cette situation a failli entraîner la saturation du réseau électrique tchèque, déclenchant depuis une réelle tension entre les deux pays ; pour éviter le risque d'un « blackout », la République tchèque a averti qu'elle envisageait de pouvoir bloquer tout nouvel afflux d'électricité renouvelable qui ferait courir le risque d'une panne à son réseau ; pour ce faire, l’opérateur du réseau tchèque a décidé la construction d'un transformateur géant près de la frontière, destiné à ne laisser entrer que la quantité de courant que le réseau national peut supporter ; ce transformateur doit entrer en service d'ici 2017 ; la Pologne compte installer des transformateurs déphaseurs à la frontière avec l’Allemagne, pour ne recevoir que l'électricité qui lui est nécessaire ; le gouvernement allemand a nommé un ambassadeur chargé de ce seul dossier, et le parlement allemand a voté en juillet 2011 une loi sur l'accélération du développement des réseaux, censée ramener de dix à quatre ans le délai de mise en place des nouvelles lignes THT nord-sud.

## Principaux parcs éoliens
La base de données The WindPower dénombre 6 232 parcs éoliens allemands totalisant 73 077 MW en avril 2023.

Parcs éoliens en Allemagne
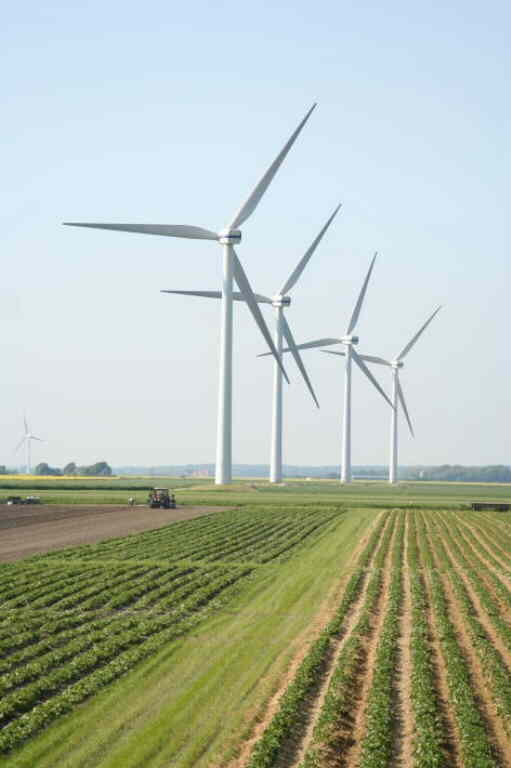
Parc éolien de Reußenköge (Schleswig-Holstein).
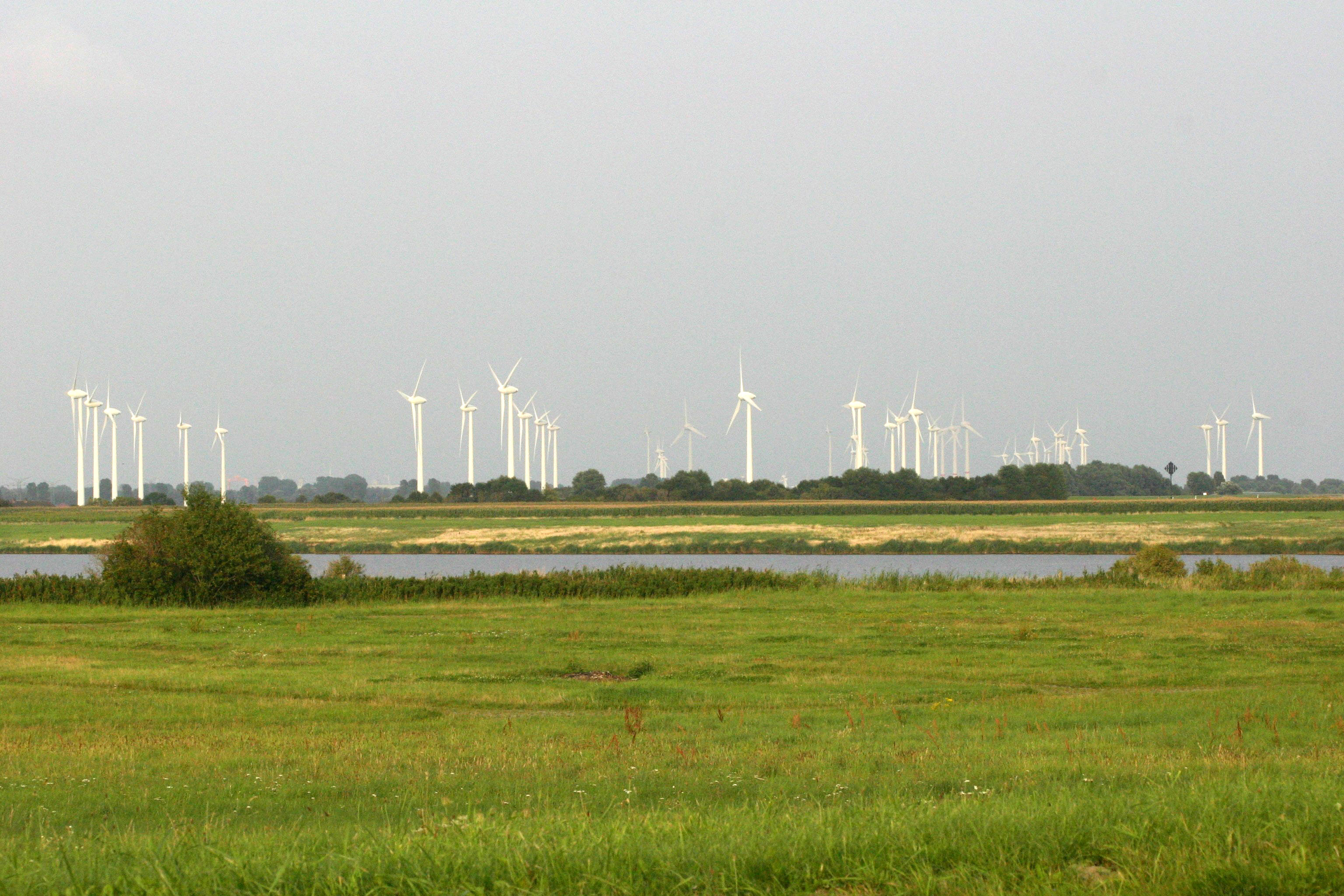
Parc éolien de Wybelsumer Polder en Basse-Saxe.
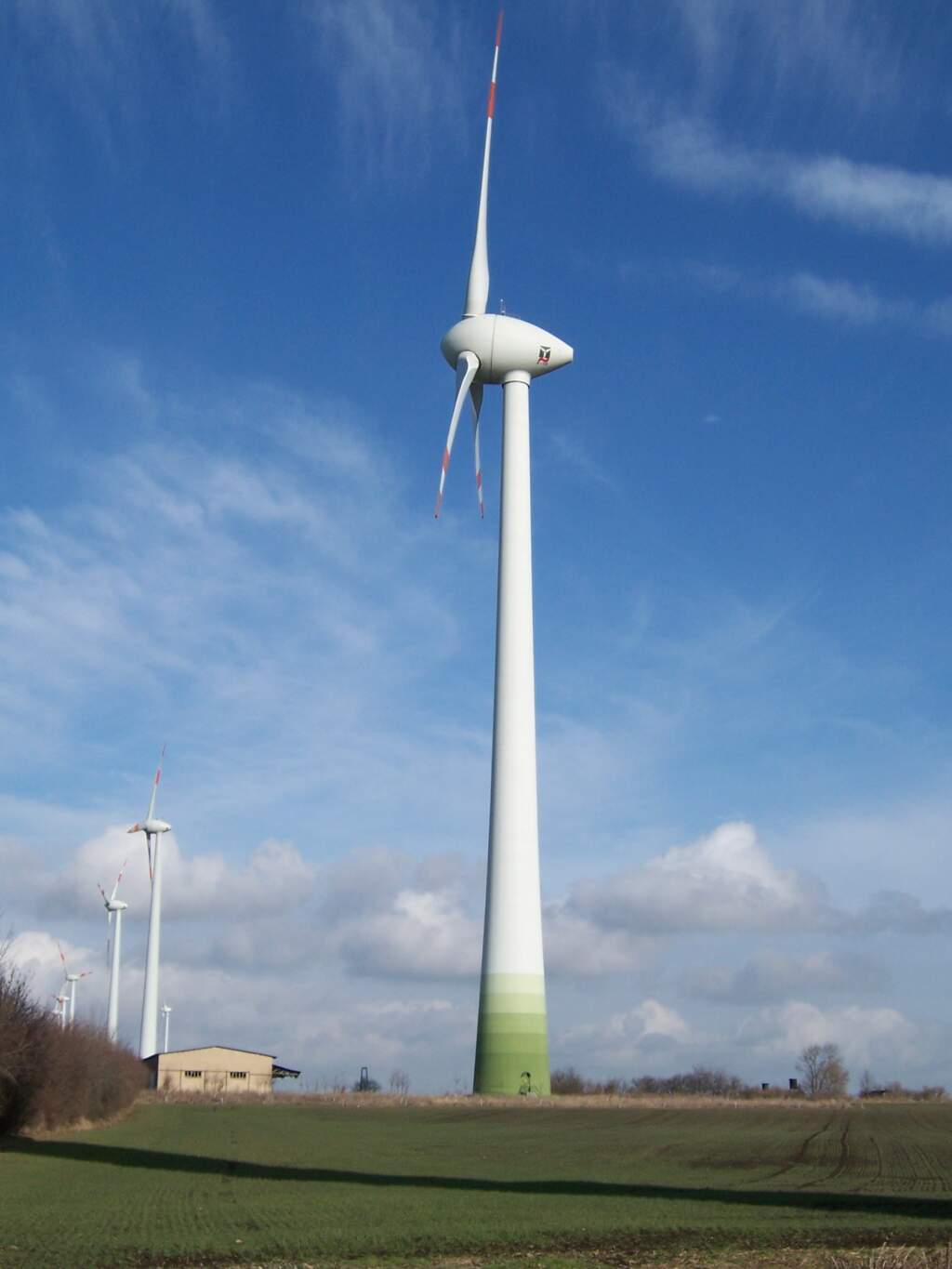
Éoliennes Enercon E112 du parc d'Egeln en Saxe-Anhalt.
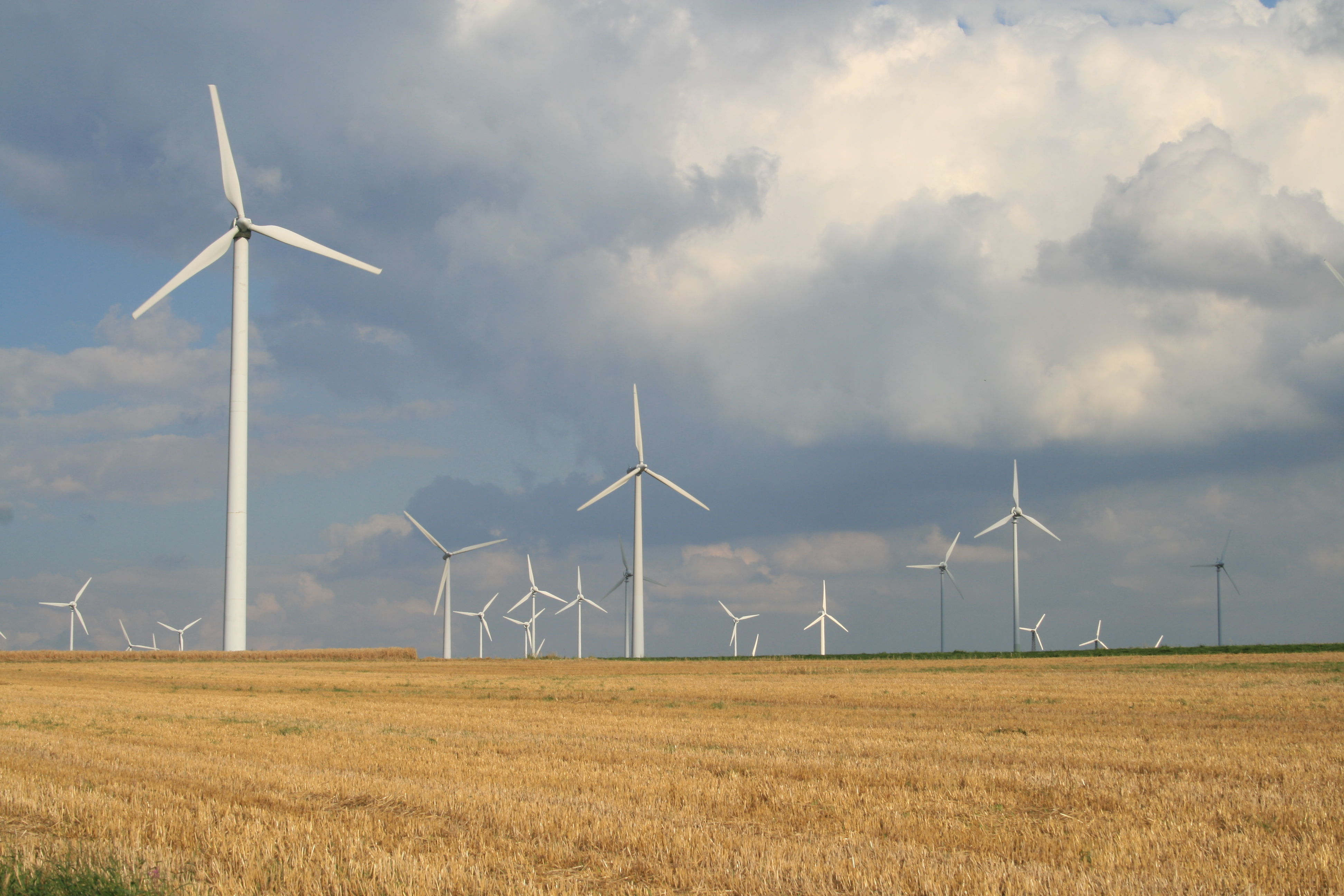
Parc éolien d'Asseln en Rhénanie-du-Nord-Westphalie.
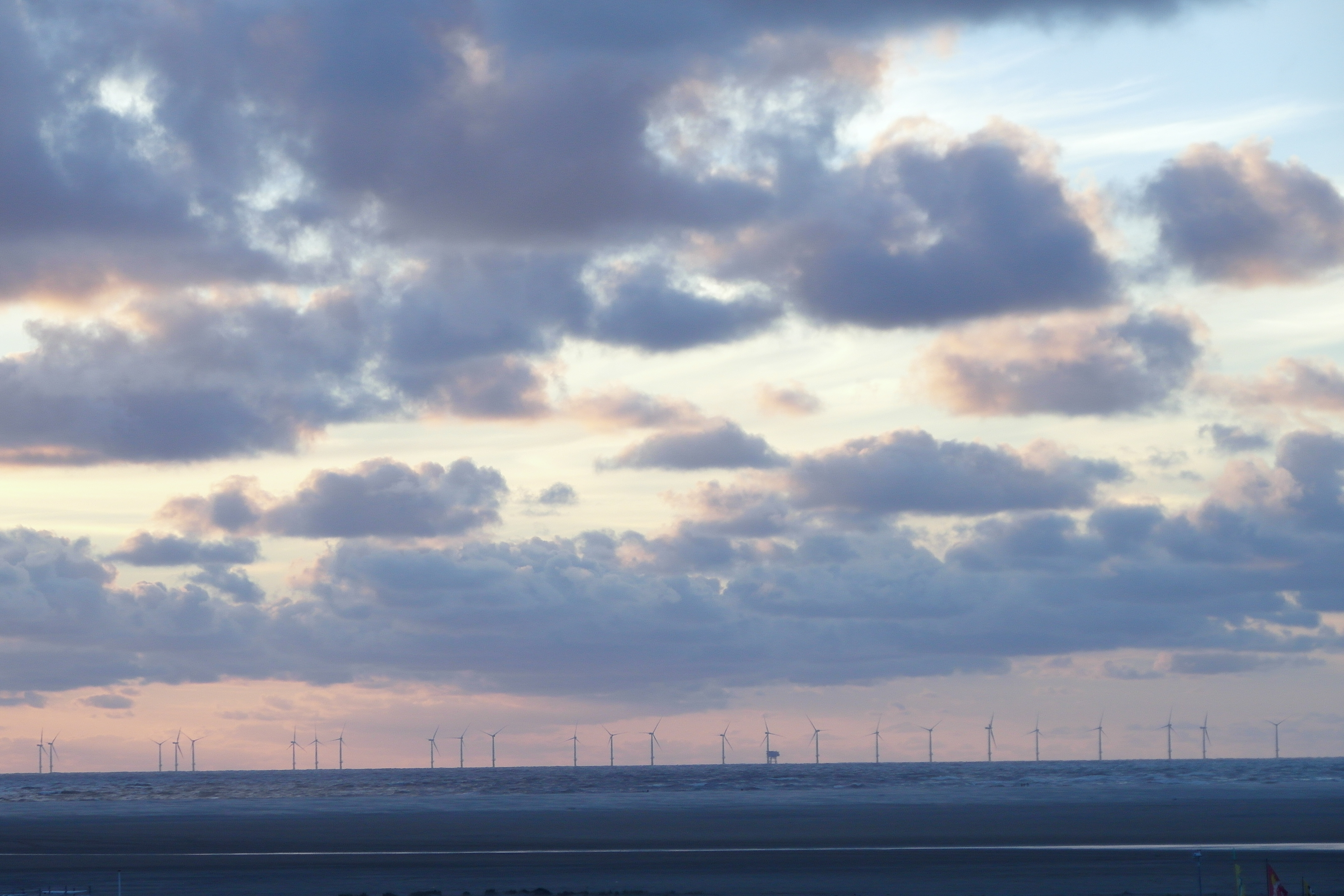
Parc éolien de Riffgat en 2013.

| Nom du parc | Commune                                | Land                        | Nb éol.*     | MW*  | Type*                            | Date mise en service | Opérateur*                                                             |
| Reußenköge | Reußenköge                             | Schleswig-Holstein          | 68 (5 parcs) | 135  | 30 Vestas 38 REpower             | 2003-2010            | parcs citoyens                                                         |
| Sintfeld | Marsberg-Meerhof                       | Rhénanie-du-Nord-Westphalie | 65 (4 parcs) | 105  | 20 Vestas 17 Enercon             | 1995-2004            | parcs citoyens                                                         |
| Wybelsumer Polder | Emden-Wybelsum (Frise orientale)       | Basse-Saxe                  | 44           | 74,5 | Enercon et GE Wind Energy)       | 2001-2010            | Stadtwerk de Emden, Enercon, etc                                       |
| Asseln | Lichtenau-Asseln                       | Rhénanie-du-Nord-Westphalie | 62           | 36   | Enercon                          | 1997-98              | 66 % parcs citoyens                                                    |
| Holtriem | Holtriem-Westerholt en Frise orientale | Basse-Saxe                  | 40           | 52,5 | Enercon                          | 1998-2009            | parc citoyen                                                           |
| Alpha ventus |                                        | Mer du Nord                 | 12           | 60   | REpower, Areva                   | 2009-2010            | EWE, E.ON, Vattenfall                                                  |
| Baltic 1 |                                        | Mer Baltique                | 21           | 48,3 | Siemens 2,3 MW                   | 2010-2011            | EnBW                                                                   |
| BARD Offshore 1 |                                        | Mer du Nord                 | 80           | 400  | BARD                             | 2009-2013            | BARD Holding GmbH                                                      |
| Riffgat, |                                        | Mer du Nord                 | 30           | 108  | Siemens 3,6 MW                   | 2011-2014            | EWE                                                                    |
| Meerwind Süd/Ost |                                        | Mer du Nord                 | 80           | 288  | Siemens 3,6 MW                   | 2012-2014            | WindMW GmbH                                                            |
| Trianel I (Borkum West II) |                                        | Mer du Nord                 | 40           | 200  | AREVA 5 MW                       | 2011-fév.2015        | Trianel                                                                |
| DanTysk |                                        | Mer du Nord                 | 80           | 288  | Siemens 3,6 MW                   | 2014-2015            | Vattenfall et Stadtwerke München                                       |
| Global Tech I |                                        | Mer du Nord                 | 80           | 400  | AREVA 5 MW                       | 2014-2015            | Windreich AG + coll.                                                   |
| Nordsee Ost |                                        | Mer du Nord                 | 48           | 288  | REpower 6 MW                     | 2015                 | RWE Innogy                                                             |
| Baltic 2 |                                        | Mer Baltique                | 80           | 288  | Siemens 3,6 MW                   | sept.2015            | EnBW                                                                   |
| Butendiek |                                        | Mer du Nord                 | 80           | 288  | Siemens 3,6 MW                   | août 2015            | WPD Nordsee Offshore GmbH                                              |
| Amrumbank West |                                        | Mer du Nord                 | 80           | 288  | Siemens 3,6 MW                   | février 2016         | Amrumbank West GmbH, filiale de E.ON                                   |
| Borkum Riffgrund 1 |                                        | Mer du Nord                 | 78           | 312  | Siemens 4,0 MW                   | octobre 2015         | DONG Energy                                                            |
| Parc éolien de Gode |                                        | Mer du Nord                 | 97           | 582  | Siemens SWT-6.0-154 (6 MW)       | juin 2017            | DONG Energy et fonds de pension danois                                 |
| Veja Mate, |                                        | Mer du Nord                 | 67           | 402  | Siemens SWT-6.0-154 (6 MW)       | mai 2017             | Highland Group, Siemens, Copenhagen Infrastructure Partners            |
| Wikinger |                                        | Mer Baltique                | 70           | 350  | Adwen AD-5 (5 MW)                | décembre 2017        | Iberdrola                                                              |
| Nordsee One |                                        | Mer du Nord                 | 54           | 332  | Senvion 6,2 MW                   | décembre 2017        | Northland Power, Innogy                                                |
| Sandbank |                                        | Mer du Nord                 | 72           | 288  | Siemens SWT-4.0-130 (4 MW)       | juillet 2017         | Vattenfall et Stadtwerke München                                       |
| Borkum Riffgrund 2, |                                        | Mer du Nord                 | 56           | 448  | Vestas 8,0 MW                    | septembre 2018       | Ørsted                                                                 |
| Merkur |                                        | Mer du Nord                 | 66           | 396  | General Electric 6,0 MW          | septembre 2018       | PG Merkur Holding GmbH (Partners Group)                                |
| Arkona Becken Südost |                                        | Mer Baltique                | 60           | 385  | Siemens SWT-6.0-154 (6 MW)       | décembre 2018        | E.ON / Equinor                                                         |
| Deutsche Bucht, |                                        | Mer du Nord                 | 31           | 252  | MHI Vestas V164-8.0 MW           | 2019-2020            | Northland Power (Canada)                                               |
| Hohe See, |                                        | Mer du Nord                 | 71           | 497  | Siemens SWT-7.0-154              | 2019-2020            | ENBW Energie, Enbridge (Canada)                                        |
| Albatros, |                                        | Mer du Nord                 | 16           | 112  | Siemens SWT-7.0-154              | 2019-2020            | ENBW Energie, Enbridge (Canada)                                        |
| Trianel Borkum phase 2 |                                        | Mer du Nord                 | 32           | 203  | Senvion 6.3M152                  | 2020                 | Trianel (groupement de régies municipales), EWE, EWZ (régie de Zürich) |
| Kaskasi, |                                        | Mer du Nord                 | 38           | 342  | Siemens-Gamesa SG 8.0-167 DD     | mars 2023            | RWE                                                                    |
| Arcadis Ost 1 | au nord-est de l’île de Rügen          | Mer baltique                | 27           | 256  | MHI-Vestas V174-9,5 MW           | 5 décembre 2023      | Parkwind NV                                                            |
| Baltic Eagle | à 30 km de la côte                     | Mer baltique                | 50           | 476  | Vestas V174/9-5 MW               | fin 2024             | Iberdrola Renewables                                                   |
| Gode Wind 3 | à 40 km de la côte                     | Mer du Nord                 | 23           | 266  | Siemens-Gamesa SG 11.0-200 11 MW | fin 2024             | PNE/Orsted                                                             |
| * Nb éol.= nombre d'éoliennes ; MW : Capacité installée (MW) ; Type : constructeur des éoliennes. parc citoyen (Bürgerwindpark) : créé à l'initiative des habitants de la commune et financé par eux. |                                        |                             |              |      |                                  |                      |                                                                        |

Parcs éoliens en mer dans la zone économique exclusive allemande en mer du Nord (Baie Allemande), janvier 2018.

Selon le rapport éolien offshore du Deutsche Windguard, l'Allemagne compte 13 parcs en mer en activité fin 2015, pour une puissance cumulée de 3 294,9 MW et le pays a relié au réseau 546 éoliennes en mer en 2015, représentant une puissance cumulée de 2 282,4 MW. Parmi ces éoliennes connectées en 2015, 297 (puissance totale : 1 339,8 MW) avaient été installées durant les années 2013 et 2014, ce qui explique le pic de raccordement mesuré en 2015. Neuf parcs éoliens en mer ont terminé leur raccordement au réseau en 2015 : Amrumbank West I (302 MW), Baltic II (288 MW), Borkum Riffgrund 1 (312 MW), Butendiek (288 MW), DanTysk (288 MW), Global Tech I (400 MW), Meerwind Süd/Ost (288 MW), Nordsee Ost (295 MW) et Trianel Windpark Borkum (200 MW).
En 2014, l’Allemagne a entièrement connecté au réseau les deux parcs de Meerwind Süd/Ost, ainsi qu’une partie des éoliennes des parcs de DanTysk, Global Tech 1 et Nordsee Ost ; elle a également installé, sans les avoir encore raccordées, les éoliennes des parcs de Baltic 2, Borkum Riffgrund I, Butendiek et Trianel Windpark Borkum.
| Nom du parc        | Nb éol. | MW  | Type                           | Date construction                  | Opérateur                       |
| He Dreiht          | 64      | 960 | MHI-Vestas V236-15 MW          | 2023-2025 (A.O.2017)               | EnBW + 3 fonds d'investissement |
| Gode Wind 3 et 4   | 23      | 242 | Siemens Gamesa SG 11 MW-200 DD | 2022-2024 (A.O.2017) et (A.O.2018) | Ørsted                          |
| Baltic Eagle       | 50      | 476 | MHI Vestas 9,5 MW              | avril 2022- fin 2024 (A.O.2018)    | Iberdrola                       |
| Borkum Riffgrund 3 | 83      | 913 | Siemens Gamesa SG 11 MW-200 DD | 2025 (A.O.2017)                    | Ørsted, Glennmont Partners      |

## Irrégularité de la production

### Variations interannuelles
En 2021, la production des éoliennes allemandes a chuté de 13,8 % à terre et 10,6 % en mer, malgré l'accroissement de la puissance installée, du fait de mauvaises conditions de vent.

### Variations saisonnières
Le profil temporel des productions éolienne et solaire est très intéressant à étudier :

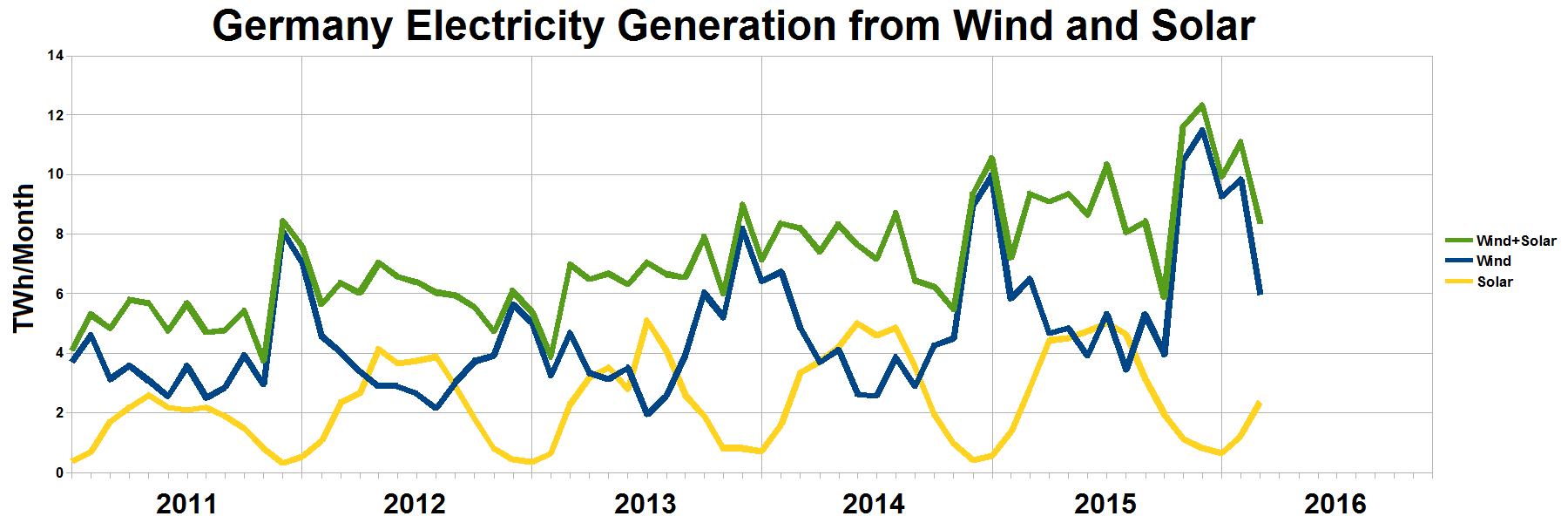
Productions mensuelles d'électricité éolienne (en bleu) et solaire (en jaune) en Allemagne ; la courbe cumulée est en vert.

Le graphique ci-contre met bien en évidence les très fortes variations saisonnières de ces deux énergies, ainsi que leurs importantes variations d'une année à l'autre, surtout pour l'éolien ; on note aussi une certaine complémentarité entre éolien et solaire : l'éolien produit plus en hiver, le solaire au printemps et en été ; la courbe résultant du cumul des productions de deux énergies reste cependant encore très fluctuante, surtout en hiver. La production de décembre 2015 a été trois fois supérieure à celle d'août 2015, et celle de novembre 2015 a été près de trois fois supérieure à celle de novembre 2014.

### Variations intra-mensuelles et intra-journalières
De plus, les totaux mensuels ne suffisent pas à décrire l'irrégularité de la production des deux énergies, qui est aussi très fluctuante à l'intérieur d'un mois et même à l'intérieur d'une journée. Les deux graphiques suivants donnent une idée de ces fluctuations :

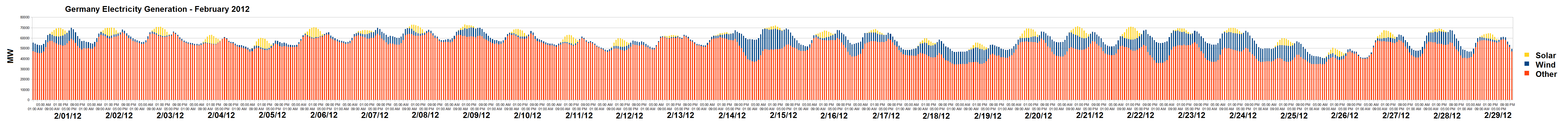
Production horaire allemande au mois de février 2012 : jaune=solaire ; bleu=vent ; rouge=autres

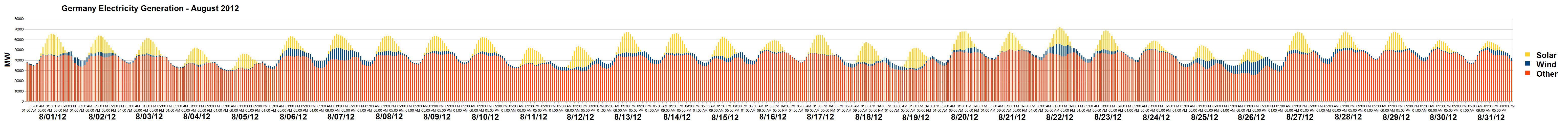
Production horaire allemande au mois d'août 2012 : jaune=solaire ; bleu=vent ; rouge=autres

On retrouve sur les graphiques ci-dessus la très forte variation saisonnière des productions des deux énergies : le photovoltaïque est très faible en février et très important en août, du moins dans la journée et l'extrême variabilité de la production éolienne : très faible en août 2012, sauf 5 ou 6 jours (mais juillet 2013 a été encore plus faible) ; beaucoup plus importante pendant la 2e quinzaine de février, mais presque nulle pendant la 1re quinzaine, marquée par un anticyclone.
Cette variabilité peut atteindre des extrêmes dans les périodes anticycloniques : lors de la canicule de 2003, la capacité des éoliennes est tombée à moins du vingtième (1/20) de sa valeur nominale. Au cours de la canicule de l'été 2003, l'Allemagne a dû importer une quantité d'électricité équivalente à deux tranches nucléaires de l'ordre de 1 000 MW.
Lors de leur période la plus favorable de l'année, les énergies renouvelables ont couvert environ 100 % de la demande d'électricité pendant l'après-midi du dimanche 8 mai 2016 ; à l'inverse, elles n'en couvraient que 9 % en milieu de journée du mardi 24 janvier 2017.

### Influence sur les prix de marché
Les énergies renouvelables intermittentes ont des implications croissantes sur le marché de l'électricité dans les pays où elles représentent une part importante de l'offre ; elles produisent de plus en plus fréquemment des prix de marché négatifs. Les causes de ces prix négatifs sont diverses, mais résultent habituellement d'un afflux d'énergie non modulable (éolien, solaire) dans des périodes de demande faible, qui pousse certains opérateurs à accepter des prix négatifs sur une courte période soit parce qu'ils ont des contraintes (centrales peu flexibles à coût de démarrage élevé, obligations contractuelles de fourniture, cogénération), soit parce qu'ils bénéficient de primes de marché (éolien, solaire) qui les incitent à vendre à prix négatifs tant que ceux-ci ne dépassent pas leur prime de marché :
| Marché          | 2008 | 2009 | 2010 | 2011 | 2012 | 2013 | 2014 |
| Day-ahead       | 15   | 71   | 12   | 15   | 56   | 64   | 64   |
| Intrajournalier | 13   | 105  | 35   | 34   | 42   | 79   | 74   |

Le marché "day-ahead" est celui où s'échangent des contrats pour livraison le lendemain de l'achat et le marché "intraday" concerne les échanges à très court terme, à l'intérieur de la journée. Les données ci-dessus ont été relevées sur le marché EPEX SPOT, bourse européenne de l'électricité. La baisse observée en 2010 résulte du couplage avec les marchés de la Scandinavie et d'Europe occidentale (France, Benelux, Autriche).
En 2016, le prix spot sur le marché allemand était en moyenne à 37 €/MWh pendant les heures de très faible production éolienne contre 21 €/MWh pendant les heures de très forte production éolienne, marquées par des épisodes de prix négatifs. En 2017, les prix sont passés en dessous de zéro sur 146 pas horaires, nombre record, et descendent jusqu’à −83 €/MWh le dimanche 29 octobre

### Recherche de solutions à l'irrégularité de la production
Le ministère de l'économie et de l'énergie (BMWi - Bundesministerium für Wirtschaft und Energie) est conscient du problème :  « les énergies renouvelables permettront désormais, à elles seules, de couvrir les besoins en électricité dans une mesure croissante ou de produire plus que nécessaire. Mais il y aura aussi des périodes au cours desquelles la quantité disponible d'énergies renouvelables sera faible, par exemple, en cas d'absence prolongée de vent en hiver. Dans un premier temps, de telles phases devront être compensées surtout par des centrales électriques classiques flexibles afin d'assurer la sécurité de l'approvisionnement. Il est ensuite envisageable de les compenser au moyen d'accumulateurs de longue durée ». Mais il semble pencher surtout pour une responsabilisation des consommateurs et des producteurs décentralisés : « Le système d'approvisionnement énergétique doit être adapté à l'offre et à la demande qui évoluent fortement dans le temps. Outre un lissage, sur une grande étendue géographique, des fluctuations des énergies renouvelables dues aux conditions météorologiques, la production d'électricité, par exemple, doit mieux tenir compte de la demande. Par ailleurs, la consommation d'électricité doit devenir plus flexible, notamment par le biais de la gestion de la charge. Cela implique une consommation ciblée de l'électricité lorsque celle-ci est disponible en grande quantité, par exemple, en période de grands vents. Grâce à des tarifs modulables, un tel « décalage de charge » représente également un avantage financier pour le consommateur final. La gestion par le consommateur peut également permettre de réduire la charge maximale, et donc les besoins en puissance garantie. Les consommateurs d'électricité peuvent ainsi contribuer, eux aussi, à la sécurité de l'approvisionnement. Par ailleurs, les installations d'énergies renouvelables, généralement décentralisées, doivent assumer une responsabilité croissante au sein du système et fournir dans une mesure croissante, afin de maintenir la stabilité de l'approvisionnement en électricité, des puissances jusqu'à présent fournies surtout par les centrales électriques à énergies fossiles. ».
Les entreprises électriques recherchent des moyens de compenser l'extrême volatilité des productions éoliennes et solaires. Elles projettent de construire de nouvelles stations de transfert d'énergie par pompage, mais qui, comme beaucoup d'autres projets du secteur énergétique, se heurtent à de fortes résistances au niveau régional et local. Elles construisent également des prototypes d'autres types d'installations de stockage : RWE et General Electric construisent un stockage à air comprimé qui devrait être mis en service en 2016 ; le ministère fédéral de l'Économie soutient le projet. Evonik travaille sur un stockage géant par batteries. Des idées inattendues sont lancées : utiliser d'anciens puits de mines noyés comme sites de pompage-turbinage,, utiliser les canaux en pompant l'eau des biefs inférieurs vers les biefs supérieurs, plonger des réservoirs de béton à de grandes profondeurs sur le plancher marin, utiliser les excédents d'électricité éolienne pour vider ces réservoirs, et les remplir pendant les heures creuses en turbinant l'eau qui y pénètre sous haute pression.
Un rapport de la SRU (Sachverständigenrat für Umweltfragen - conseil d'experts sur les questions environnementales), créée par le gouvernement fédéral, a publié en mai 2010 un rapport intitulé « Alimentation électrique 100 % renouvelable d'ici 2050 : respectueux du climat, sûr, finançable » qui évoque la possibilité de s'appuyer sur les capacités des STEP norvégiennes et suédoises ; mais cela supposerait la construction de lignes à très haute tension Nord-Sud de forte capacité, ce qui ne manquerait pas de soulever des oppositions virulentes.
Certains ont même imaginé d'utiliser le dénivelé des falaises de la côte de mer du Nord, en installant des centrales sur la plage pour pomper l'eau de mer vers des réservoirs à aménager au sommet des falaises.
L'utilisation de l’hydrogène comme vecteur énergétique est une des pistes les plus sérieusement envisagées. L’électrolyse est un procédé connu et maitrisé qui permet d’utiliser le surplus d’énergie pour produire de l’hydrogène. La pile à combustible est une des pistes de recherche. On peut également citer le projet de recherche européen INGRID lancé en juillet 2012, qui explore la piste du stockage de l’hydrogène sous forme solide grâce à un alliage d'hydrure de magnésium. Le groupe E.ON teste de son côté l’injection de l’hydrogène directement dans le réseau gazier allemand. Un site pilote devrait être construit à Falkenhagen (Nord-Est de l’Allemagne) d’ici 2013.
En 2010, l'institut allemand Fraunhofer explique dans un communiqué avoir réussi à mettre au point un processus de production de méthane à partir de la production en excès des éoliennes. L'électricité est utilisée pour l'électrolyse de l'eau, produisant de l'oxygène (rejeté) et de l'hydrogène. Cet hydrogène est recombiné à du CO2 (sans doute par réaction de Sabatier) pour produire du méthane, qui est injecté dans le circuit de distribution public de gaz naturel.
Une étude de la société Energy Brainpool pour le compte de Greenpeace évalue en 2017 à 42,7 GW la puissance totale des électrolyseurs nécessaires en 2040 pour compenser l'intermittence des énergies éolienne et solaire dans un système entièrement renouvelable, y compris dans les périodes de plusieurs semaines de vent faible ; la puissance des centrales à gaz nécessaires pour compléter le système serait de 67 GW ; la puissance de pointe de la demande était en 2016 de 84 GW.
Le scénario de l'association « Agora Energiewende » sur la stratégie de neutralité carbone en 2050 prévoit une demande annuelle d'hydrogène et autres carburants synthétiques de 432 TWh en 2050, dont 348 TWh (80,5 %) devront être importés.

## Pilotage à distance
En février 2022, 6 000 éoliennes allemandes sont touchées par une cyberattaque qui aurait été menée depuis la Russie. Après que le réseau américain de satellite KA-SAT a été touché par une vaste panne, mettant hors service les modems terrestres qui assurent la liaison entre les usagers et les satellites, 6 000 installations ne répondent plus au pilotage à distance. Techniquement, celles-ci fonctionnent en mode automatique, or le pilotage à distance est indispensable en cas de vent supérieur à 80 km/h. Après presque une semaine, les experts mobilisés sur le sujet ne sont pas parvenus à redémarrer à distance les modems affectés.

## Mouvement anti-éoliennes
L’Allemagne compte plus de 1 000 initiatives citoyennes de lutte contre
le déploiement des éoliennes, se plaignant en particulier du bruit et des ultrasons émis par ces équipements.
L'association de constructeurs d'installations électriques VDMA Power Systems déplore en 2019 que désormais presque tous les permis d'installation d'éoliennes sont attaqués en justice.

## Recyclage des vieilles éoliennes
Selon un article du quotidien suisse Basler Zeitung, sur les 29 000 éoliennes allemandes, 5 700 verront leur financement public expirer en 2020, et d'après la fédération allemande de l'énergie éolienne, plus d'un quart de la production terrestre va disparaître d'ici 2023. De nombreux parcs éoliens de la fin des années 1990 bénéficiaient en effet de tarifs de rachat garantis pendant une vingtaine d'années, et devront désormais vendre leur électricité à son tarif de marché. Ces machines, techniquement obsolètes, ne sont plus compétitives au regard des prix actuels, et dès l'arrêt du subventionnement, leur intérêt économique disparait. Il va donc falloir les recycler, mais les pales, faites de multiples couches de fibre de verre collées avec des résines de polyester, sont très difficilement recyclables ; selon Veolia, qui mène des recherches sur le sujet, on peut s'attendre à 50 000 tonnes de pales d'éoliennes à recycler d'ici 2020 ; elles peuvent selon Veolia fournir « un excellent combustible solide », mais les résidus de matériaux sont souvent trop fins et endommagent les filtres des incinérateurs. Par ailleurs, l'enlèvement complet des bases en béton des éoliennes (250 à 400 mètres cubes de béton armé pour chaque mât) peut coûter plusieurs centaines de milliers d'euros supplémentaires, que la plupart des opérateurs n'ont pas intégrés à leur plan d'affaires ; les premiers déplantages ont souvent donné lieu à des négociations entre sociétés et propriétaires fonciers pour n'enlever qu'une partie superficielle du béton, le reste étant ensuite recouvert de terre.